# 国家大剧院管弦乐团
国家大剧院管弦乐团（China National Center for the Performing Arts Orchestra，简称：China NCPA Orchestra）是中國国家大剧院的常驻管弦乐团，成立于2010年3月30日，位于北京市西城区。乐团首任音乐总监和荣誉指挥为陈佐湟，吕嘉2012年接任乐团首席指挥，现任助理指挥袁丁。

## 乐团特色
国家大剧院管弦乐团的百余名音乐家十分年轻，平均年龄仅30出头。除了演出欧洲作曲家的经典歌剧剧目，例如《图兰朵》、《托斯卡》、《塞维利亚的理发师》、《罗恩格林》、《阿依达》、《奥泰罗》、《纳布科》，乐团还与姊妹团体——国家大剧院合唱团一起制作了一批中国歌剧作品，包括《赵氏孤儿》、《骆驼祥子》、《冰山上的来客》、《长征》、《山村女教师》、《洪湖赤卫队》、《这里的黎明静悄悄》、《西施》等等。
在常规交响乐和歌剧演出以外，国家大剧院乐团于每周末举办公益性的“周末音乐会”，2014年起还推出面向青少年的“家庭音乐会”，邀请著名表演团体和音乐家，推动普及音乐艺术。

## 国际合作
2011年起，新建的国家大剧院管弦乐团便开始走出国门，到韩国、新加坡、北美等地巡演。2017年10月，乐团与钢琴家张昊辰合作，完成卡内基音乐厅的首演。
和国家大剧院管弦乐团合作过的世界知名音乐家有洛林·马泽尔、祖宾·梅塔、瓦列里·阿比萨洛维奇·格吉耶夫、郑明勋、克里斯托弗·埃申巴赫、弗拉基米尔·达维多维奇·阿什肯纳齐、法比奥·路易斯、郎朗、史蒂芬·寇瓦谢维契、里欧·努奇、王羽佳等等。

## 乐团昵称
由于国家大剧院的蛋形外观，国家大剧院管弦乐团也被广大古典乐迷起了一个可爱的绰号——“蛋交”。